# Mario Iceta
Mario Iceta Gavicagogeascoa (ur. 21 marca 1965 w Gernice) – hiszpański duchowny rzymskokatolicki, biskup diecezjalny Bilbao w latach 2010–2020, arcybiskup metropolita Burgos od 2020.

## Życiorys
Święcenia kapłańskie otrzymał 16 lipca 1994 i został inkardynowany do diecezji Kordoby. Pracował głównie jako duszpasterz parafialny, pełniąc jednocześnie funkcje m.in. wykładowcy miejscowego seminarium duchownego oraz wikariusza biskupiego dla rejonu Campiña. W 2007 został kanclerzem kurii i wikariuszem generalnym diecezji.
5 lutego 2008 papież Benedykt XVI mianował go biskupem pomocniczym diecezji Bilbao, ze stolicą tytularną Alava. Sakry biskupiej udzielił mu ówczesny ordynariusz Bilbao bp Ricardo Blázquez.
24 sierpnia 2010 został mianowany biskupem ordynariuszem diecezji Bilbao, zaś 11 października 2010 kanonicznie objął urząd.
6 października 2020 papież Franciszek przeniósł go na urząd arcybiskupa metropolity Burgos, zaś 5 grudnia 2020 kanonicznie objął urząd.